# Erastrifacies
Erastrifacies — рід совкових з підродини совок-п'ядунів, який зустрічається в Мексиці.

## Систематика
У складі роду:
- Erastrifacies schedocala Dyar, 1925